# 部屋 (クルアーン)
『部屋』とは、クルアーンにおける第49番目の章（スーラ）。18の節（アーヤ）から成る。
12節には、陰口を叩く行為を否定的にとらえた記述がある。
シュウービーヤ運動（Shu'ubiyya）という言葉は、この章の13節にあるシュウーブ（shuAAooban、諸民族の意味）が由来という説がある。